# Almúnia
|  | Per a altres significats, vegeu «Almúnia (desambiguació)». |

Almúnia és un assentament agropecuari de l'època musulmana a la península Ibèrica. Aquest tipus d'assentament generalment estava vinculat a la cúpula dirigent de les ciutats que els tenien en règim de propietat. La seva explotació podia anar relacionada amb pagesos que residien allí mateix o a les zones properes. Certament, el context d'apogeu d'aquest model d'assentament és el segle xi, quan s'assisteix a la consolidació i expansió de les elits urbanes dirigents que estenen la seva àrea de vinculació més enllà del nucli urbà, per arribar al rural. Això és indicatiu de la dinàmica productiva d'aquests agents socials posseïdors del poder polític i econòmic, i alhora gaudeixen de l'hegemonia social. Econòmicament, Al-Andalus es defineix com una societat tributario-mercantil, el qual en el segle xi s'accentua amb l'accentuació del procés d'adquisició de noves propietats per part de l'elit social.
L'almúnia en el cas del nord-est peninsular neix fruit de l'apropiació de les terres mortes, tradicionalment vinculades, no propietàries, de les gens que vivien a les alqueries rurals. La pèrdua doncs del caràcter comunal i públic del sòl rural que havia estat un dels bastions de la política econòmica del califat, es trencà amb les taifes.
El sistema d'explotació i ocupació humana del territori basat amb l'almúnia, no és una innovació que es pugui associar a l'etapa de les taifes, sinó que ve reproduït de l'etapa anterior. No obstant això, el canvi que representa l'encaix de la dinàmica d'una almúnia, amb el nou context social, polític i econòmic, ajudà que aquest model d'assentament sigui el representant de l'economia rural, del poder polític i d'ascenció social. El gran damnificat dels canvis succeïts arran de la finta de 1010 és sense cap mena de dubte les alqueries. L'activitat econòmica protagonitzada en aquests assentaments es basava en l'ús comunal de l'espai que li venia destinat. Les pastures tenien un ampli espai entorn de l'alqueria que podien compartir, i a més, gaudien de les terres mortes com un espai d'ús en cas de necessitat; no oblidem que els petits espais irrigats sí que anaven associats a pagesos i en aquest cas és l'únic àmbit que s'associa una propietat a un propietari.
La ubicació en el territori de les almúnies podia a estar a prop de les ciutats, en zones entorn de cursos fluvials, pròximes a vies de comunicació i, les més recents i relacionables amb el segle xi en els espais de secà extrets a les alqueries. Aquesta ocupació del territori respon, no a necessitats d'explotació, sinó més aviat entrelligada a l'evolució històrica que experimentà el territori, a mesura que Al-Andalus avança en les seves fases històriques. Les propietats de les almúnies eren duals, secà i regadiu. Això és indicatiu de la varietat productiva que se'n podia extreure, des de cereals de secà, a cereals de regadiu, arbres fruiters, horta, plantes associades al tèxtil i la ramaderia. No oblidem la importància que aquesta té en el si de l'economia rural musulmana en l'àrea nord-oriental de la península Ibèrica. A més, per augmentar la productivitat de les explotacions, les almúnies anaven equipades de colomars que trobem excavats a la roca solana. Associem la cria d'aquestes aus a l'aprofitament dels excrements per adobar les propietats agràries. Sens dubte tota una innovació en un espai i en un temps determinat que diferenciava clarament la societat andalusina de la comtal.
La productivitat en el segle xi experimentà un creixement notable, ho constatem gràcies a les transaccions econòmiques entre el món comtal i l'andalusí. La documentació llatina així ho testimonia quan en curtes etapes de fams, s'envien comerciants a comprar gra al districte musulmà de Lleida. En un altre registre, trobem indicis del creixement productiu mitjançant la construcció de molins fariners. Aquests demostren clarament el dinamisme de la societat andalusina al nord-est de la península mitjançant l'especialització industrial. El fet d'utilitzar molins per moldre gra, ho relacionem amb el fet que hi ha un excedent de gra i a més, que els molins manuals domèstics perden eficiència davant la demanda. Certament, la demanda ve de la ciutat, on aquesta en el context del segle xi experimenta el seu apogeu, ja que capitalitza tota la vida del districte. L'heterogeneïtat dels ciutadans demostrada amb els artesans, demanen la possibilitat d'accedir a farina per elaborar pa. Clarament, la societat i els sectors productius tendeixen a especialitzar-se, tot deixant a espais cada cop més restringits els usos tradicionals domèstics.
No podem afirmar que ens trobem davant una revolució en el camp musulmà, però sí que l'almúnia incideix directament en els canvis d'hàbits econòmics i socials d'una societat en transformació com és la musulmana i, que s'ubica en un espai que denominem com una cruïlla de civilitzacions.